# VOC-Kamer Amsterdam

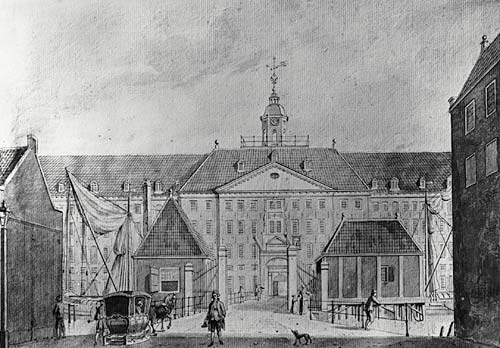
Het Oostindisch-magazijn, omstreeks 1770, getekend door Hermanus Petrus Schouten (Gemeentearchief Amsterdam)

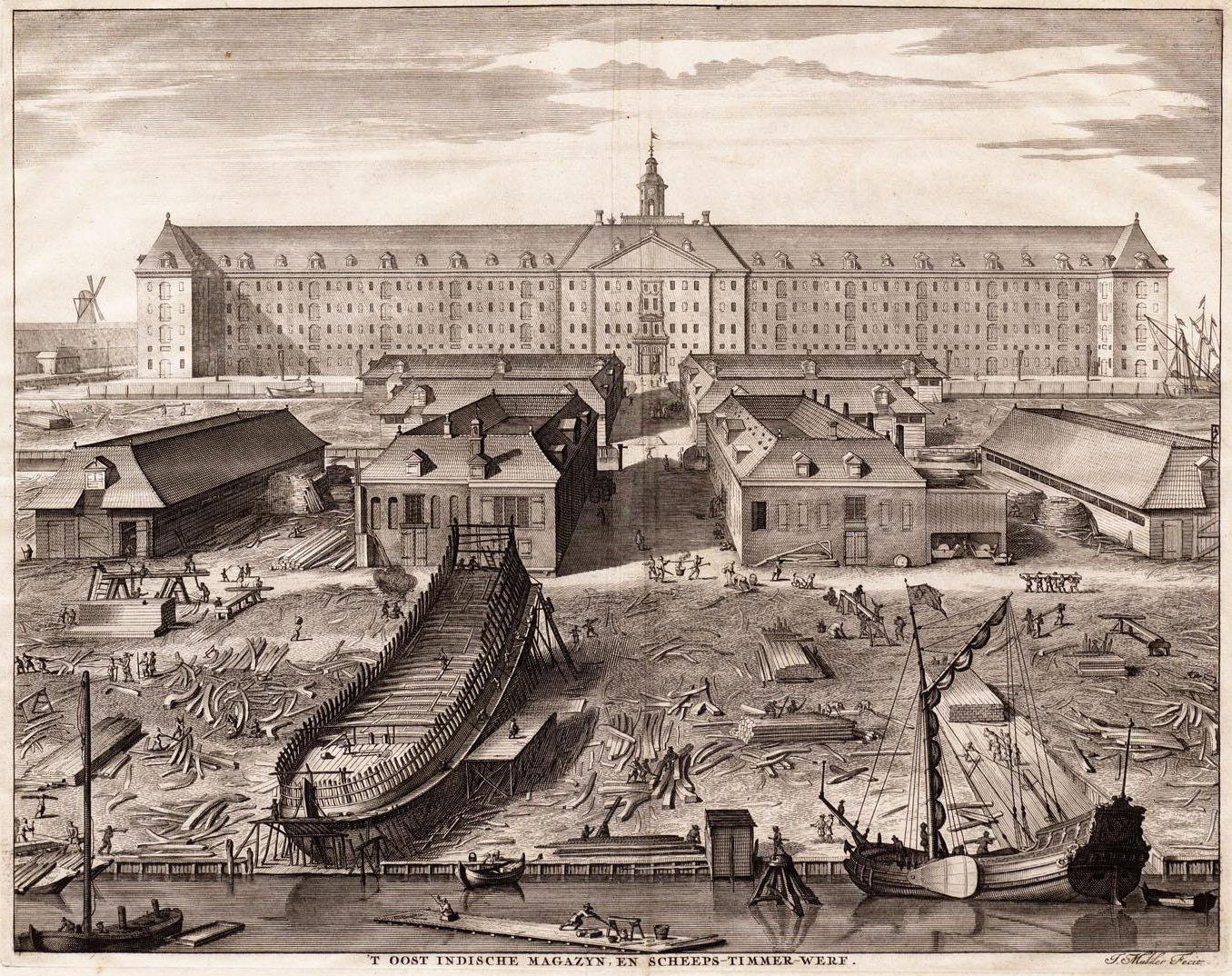
Het scheepswerfterrein van de VOC op Oostenburg in Amsterdam.

De VOC-Kamer Amsterdam, was de Amsterdamse afdeling van de Vereenigde Oostindische Compagnie (VOC). 

## Oprichting en activiteiten
Op 31 augustus 1602 was in de Kamer van Amsterdam door de participanten een bedrag van 3.674.915 gulden toegezegd. Gegadigden konden intekenen ten huize van Dirck van Os aan de Nes. Onder de 1143 aandeelhouders bevonden zich 301 Zuid-Nederlanders en 39 Duitsers. De overige 785 participanten waren Noord-Nederlanders. Een enkeling was afkomstig uit Italië of Engeland, maar allen waren woonachtig binnen de grenzen van de Republiek der Zeven Verenigde Nederlanden, de hoofdvoorwaarde om te mogen participeren. 
Isaac le Maire was met 85.000 gulden de grootste intekenaar, Jacques de Velaer nam voor 57.000 gulden deel, Willem van Vierssen voor 55.000 gulden, Dirck van Os voor 47.000 gulden, Reynier Pauw voor 30.000 gulden, Syvert P. Sem, Geurt D. van Beuningen, Frans Hendricksz. Oetgens, Balthasar Coymans (1555-1634) tussen de tien- en vijftienduizend gulden. Onder de inschrijvers bevonden zich drie admiralen: Wijbrand van Warwijck, Jacob Willekens en Jacob van Heemskerk, de hoogleraren Adriaan Metius en Jacobus Arminius, de geograaf Petrus Plancius, evenals de dienstmeiden van Pauw, Van Os, en Pieter C. Boom en de bode van het stadhuis en de Voetboogdoelen.
De kamers te Amsterdam en Middelburg waren de hoofdkantoren van de VOC. Aan het VOC-opperbestuur, de Heren XVII, leverde het college van Amsterdam doorgaans acht vertegenwoordigers. De VOC werd door de Heren XVII, afwisselend, bestuurd vanuit Amsterdam en Middelburg. Deze vergaderingen vonden zes jaar achtereen in Amsterdam en daarna twee jaar in Middelburg plaats.

### Kamers van de VOC
De Kamers hadden ieder hun eigen verantwoordelijkheid. Ze konden zelf handelen, zolang ze binnen de door de VOC gestelde normen bleven.
Totale inleg voor de oprichting van de VOC (bedragen per 31 augustus 1602 zoals definitief vastgesteld door de Heren XVII), uitgesplitst naar kamer, bedragen in gulden:
| Kamer     | kapitaal  |
| --------- | --------- |
| Amsterdam | 3 679 915 |
| Zeeland   | 1 300 405 |
| Enkhuizen | 540 000   |
| Delft     | 469 400   |
| Hoorn     | 266 868   |
| Rotterdam | 173 000   |
| Totaal:   | 6 424 588 |

## Eerste bewindhebbers

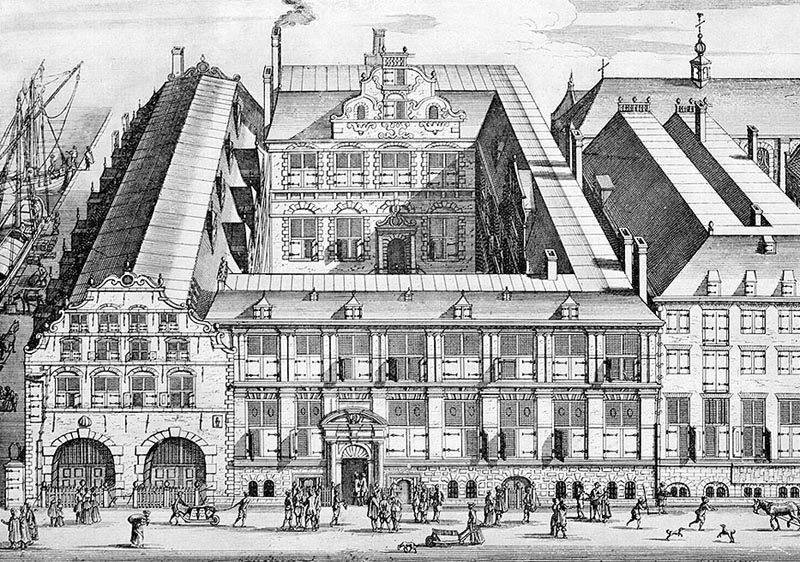
Oost-Indisch Huis in Amsterdam

De eerste bewindhebbers van de VOC-Kamer Amsterdam, conform de volgorde in het octrooi dat verleend was op 20 maart 1602 door de Staten-Generaal, waren: Gerrit Bicker, Reynier Pauw, Pieter Dircksz. Hasselaer, Jacques de Velaar, Jan Jansz. Carel, Bernard Berewyns, Johan Poppe, Hans Hunger, Hendrik Buik, Louis de la Becque, Dirck van Os, François van Hove, Ellert Lucasz, Isaac le Maire, Syvert Pietersz. Sem, Gerard Reynst, Marcus Vogelaar, Jan Harmensz, Geurt Dirksz, Huibregt Wagtmans, Leonard Ray, Albert Simonsz Jonckhein en Arent ten Grootenhuize. Dit aantal van 23 personen moest van de Staten-Generaal via natuurlijk verloop worden teruggebracht tot twintig.

## Oost-Indisch Huis
In 1603 werd een deel van het stedelijk geschutmagazijn aan de Kloveniersburgwal van de stad gehuurd om als pakhuis te gebruiken. Een jaar later werd begonnen met de bouw van het Oost-Indisch Huis. Nog een jaar later werd het gehele complex haar eigendom.

## Scheepswerven op het Oostenburg
In 1608 vestigde de Compagnie een bescheiden werf op het Rapenburg, een kunstmatig eiland in het IJ, waar ook de werven van de Amsterdamse Admiraliteit gelegen waren. In 1661 kocht de Compagnie het grootste gedeelte van Oostenburg, een aangeplempd eiland aan de oostzijde van de stad. 
| Jaartal    | 1600   | 1622    | 1647    | 1675    | 1750    | 1795    |
| ---------- | ------ | ------- | ------- | ------- | ------- | ------- |
| Amsterdam  | 60.000 | 105.000 | 140.000 | 200.000 | 200.000 | 217.024 |
| Middelburg | 20.000 | 25.000  | 30.000  | 30.000  | 25.000  | 20.146  |
| Enkhuizen  | 14.000 | 21.000  | 18.000  | 17.500  | 7.500   | 6.800   |
| Delft      | 17.500 | 22.750  | 21.000  | 24.000  | 14.000  | 16.779  |
| Hoorn      | 12.000 | 16.000  | 14.000  | 15.000  | 12.500  | 9.551   |
| Rotterdam  | 12.000 | 19.500  | 30.000  | 45.000  | 44.000  | 53.212  |